# Biserica Adormirea Maicii Domnului din Plopeni

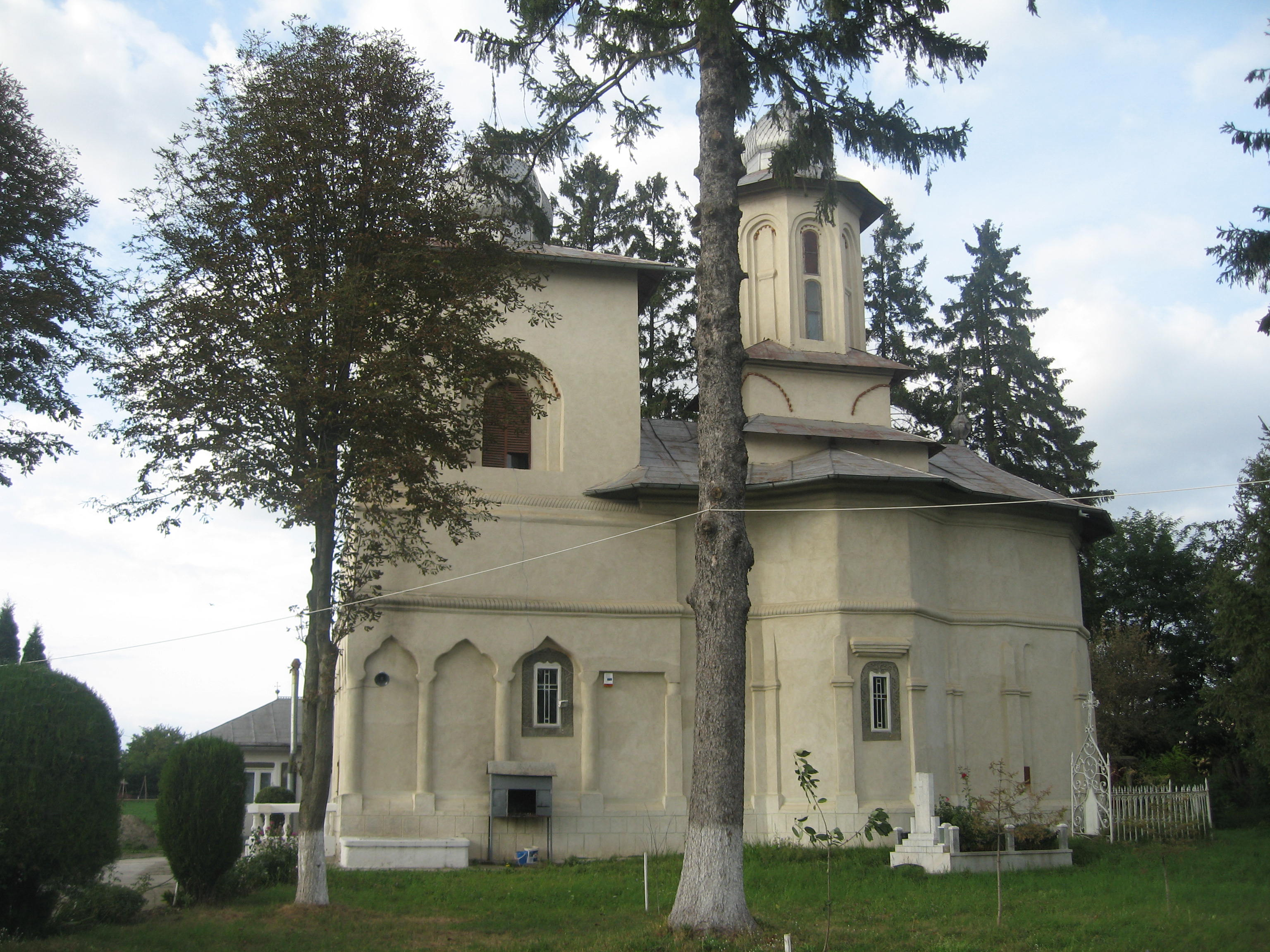
Biserica Adormirea Maicii Domnului din Plopeni.

Biserica Adormirea Maicii Domnului din Plopeni este o biserică ctitorită de marele logofăt Lupu Balș în anul 1753 în satul Plopeni din orașul Salcea (județul Suceava). Inițial avea rolul de biserică de curte boierească, iar astăzi este biserică parohială.
Biserica Adormirea Maicii Domnului din Plopeni se află pe Lista Monumentelor Istorice din județul Suceava din anul 2004, având codul cod LMI SV-II-m-B-05584. 

## Istoric
Biserica Adormirea Maicii Domnului din Plopeni a fost construită de marele logofăt Lupu Balș (pe atunci vornic al Țării de Jos), în timpul domniei voievodului Constantin Racoviță (31 august 1749 - 3 iulie 1753 și c. 29 februarie 1756 - 14 martie 1757) în Principatul Moldovei. Lăcașul de cult a fost sfințit la data de 20 iunie 1754 (anul 7262 de la facerea lumii), de către mitropolitul Iacov Putneanul (1750-1760) al Moldovei.
Ctitorul bisericii, vornicul Lupu Balș (28 aprilie 1691 - 10 martie 1782), era fiul vel vornicului Ioan Balș (1663-1738) și a îndeplinit ulterior dregătoria de mare logofăt. El a fost căsătorit de două ori: mai întâi cu Ecaterina (Canano?) și apoi, de la 14 noiembrie 1760, cu Safta (+1787), fiica marelui spătar Iordache Cantacuzino. Lupu Balș a fost înmormântat în curtea Bisericii "Sf. Dumitru" - Balș din Iași, piatra sa de mormânt aflându-se în prezent încastrată în peretele nordic al pridvorului bisericii sus-menționate. 
Pe peretele vestic al bisericii, deasupra intrării, se află o pisanie scrisă în limba română cu caractere slavone, având următorul text: "Aciasta sf[â]nta bisearică care iaste hramul Adormire Presfintei Născătoarei de D[u]mnezău care sau săv[â]rșit în zilele luminatului domn Io Costantin Răcoviț vo[ie]v[o]d de dumnealui Lupu Balș marele vornicu de Țara de Gios și sau sf[i]nțit de arhiepiscop mitropolit Iiacov. V[ă]leatu 7262 în iunie 20."
Lăcașul de cult a avut inițial scopul de a servi ca biserică de curte boierească. Lângă peretele sudic al bisericii se află mormântul soției ctitorului, Safta Balș (+1778). Pe piatra sa funerară se află următoarea inscripție în limba română cu litere chirilice: "Supt această piatră să odihnește roaba lui D(u)mnezău Safta soție Lupulu Balș marile logofăt. (...) au fost fiică fericiților întru pomenire Iordachi Cantacozino marile spatari și soție(i) sa(le) Catrina; sau săvărșit și sau mutat întru vecinica viiețu(i)re la an de la Mănt(uit)oriul Hristos 1778". 
De-a lungul timpului, aici au slujit mai mulți preoți, evidențele bisericii reținând numele următorilor preoți: Iordachi sin Ilisai, Constantin sin preutu Leonti, Andrii sin preutu Vasilu, Costache zet preutu Constantin (sec. XIX), Neagu, Predeanu, Ciornei sau Daniel Pascal (sec. XX). 
Biserica a fost reparată de mai multe ori în secolul al XX-lea. Pictura murală interioară a fost refăcută în 1903 și 1960.  În prezent este biserică parohială. În jurul bisericii se află un mic cimitir.

## Imagini

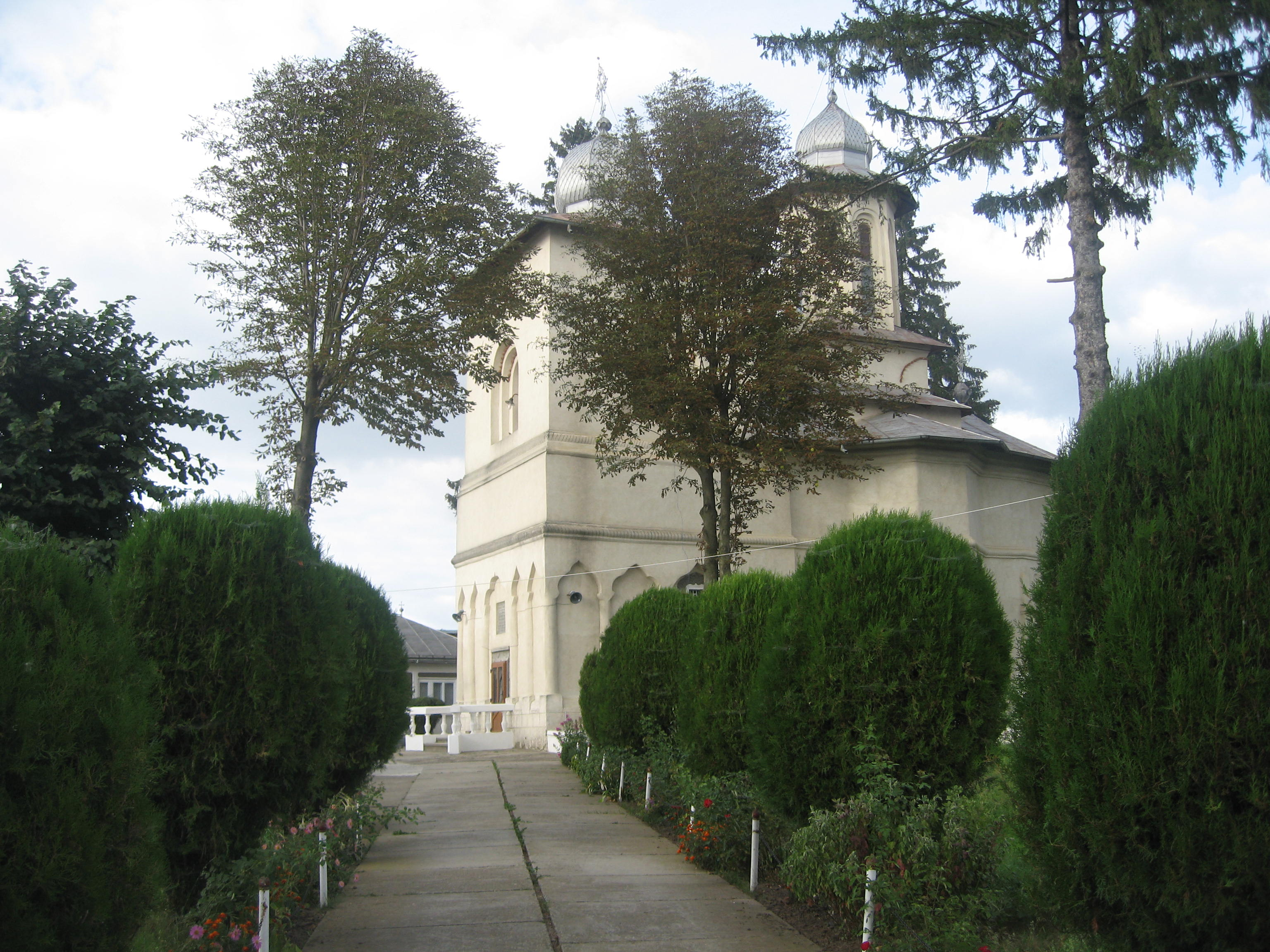
Biserica văzută de la intrarea în curte
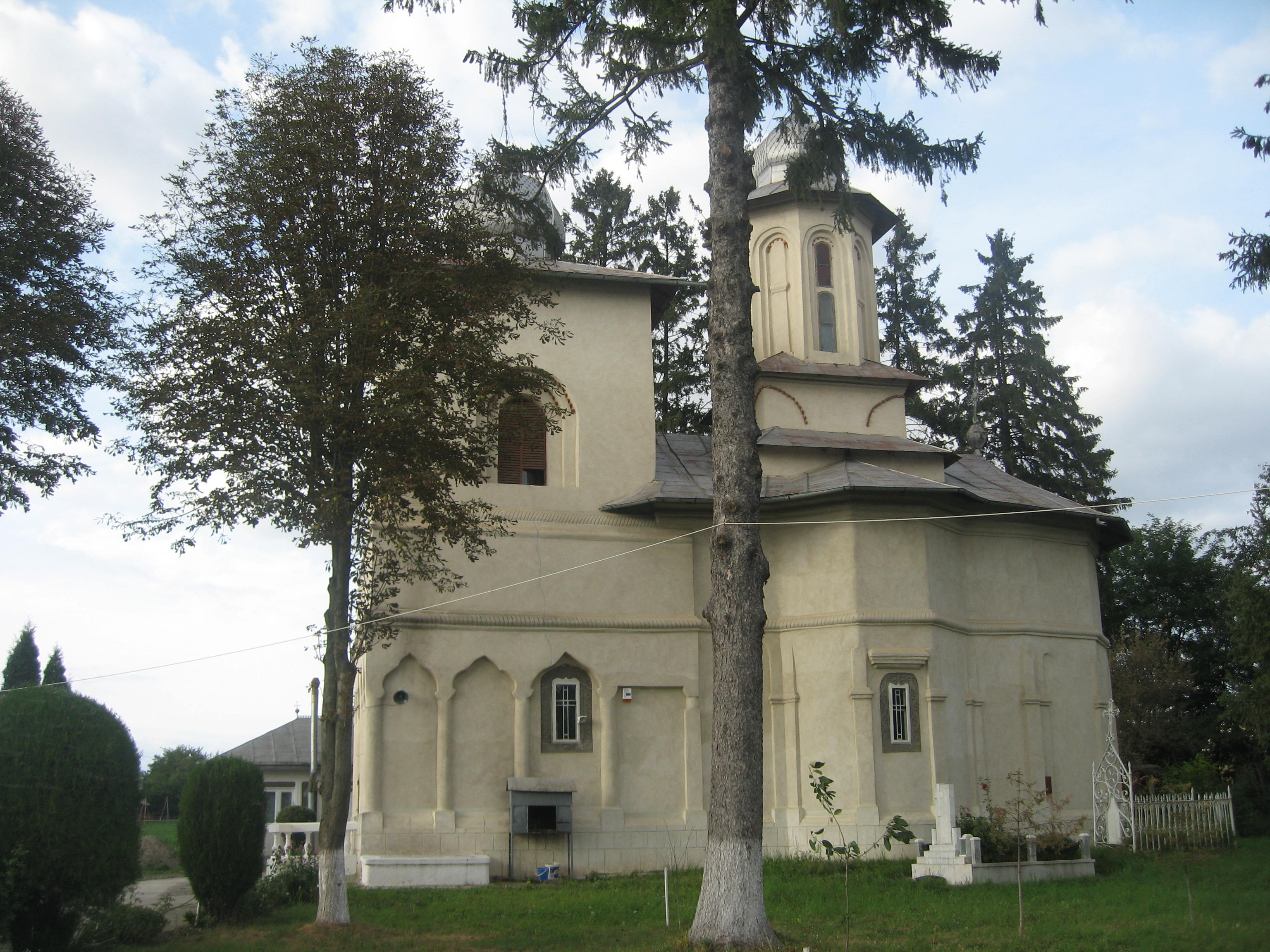
Biserica
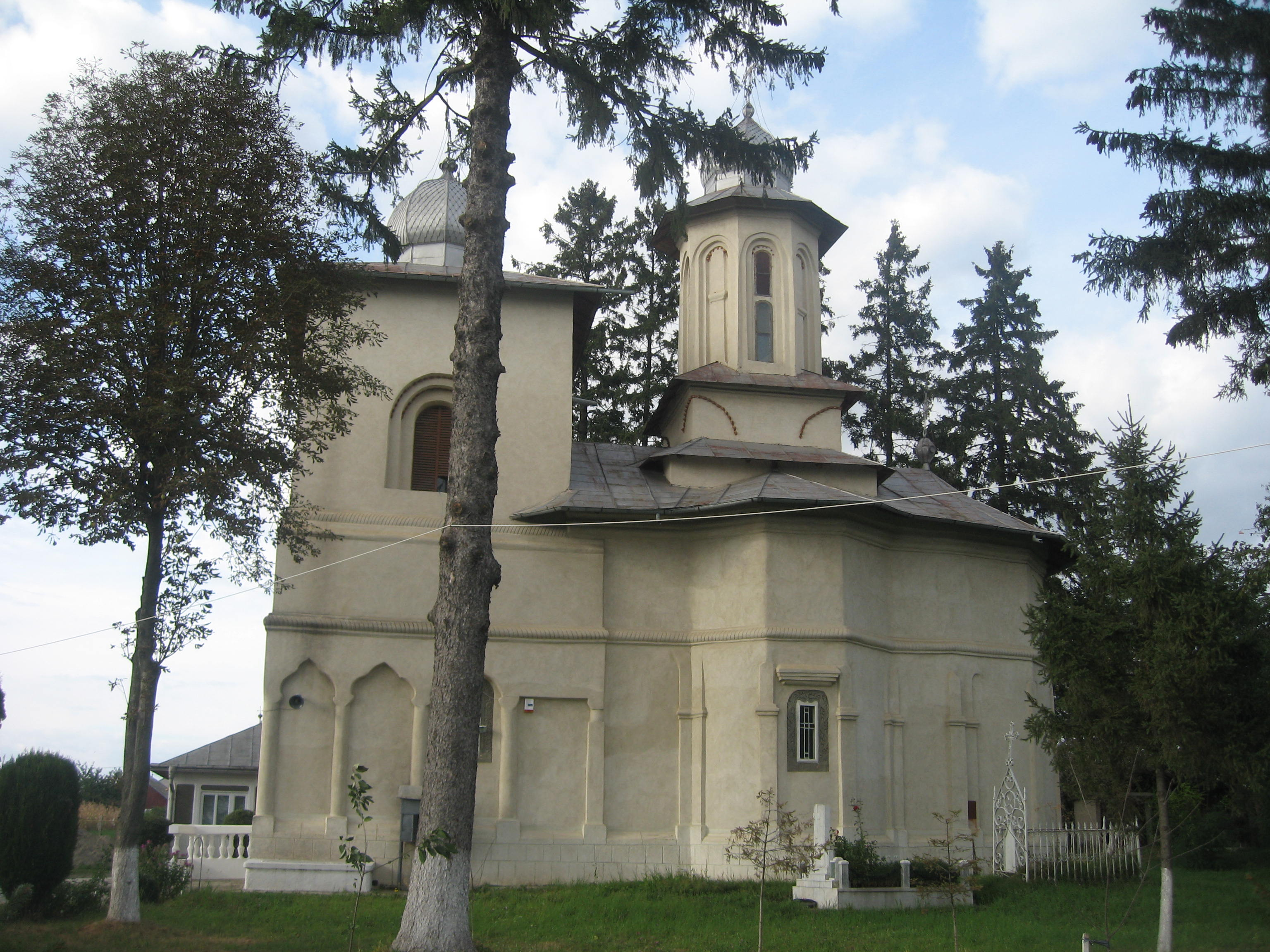
Biserica
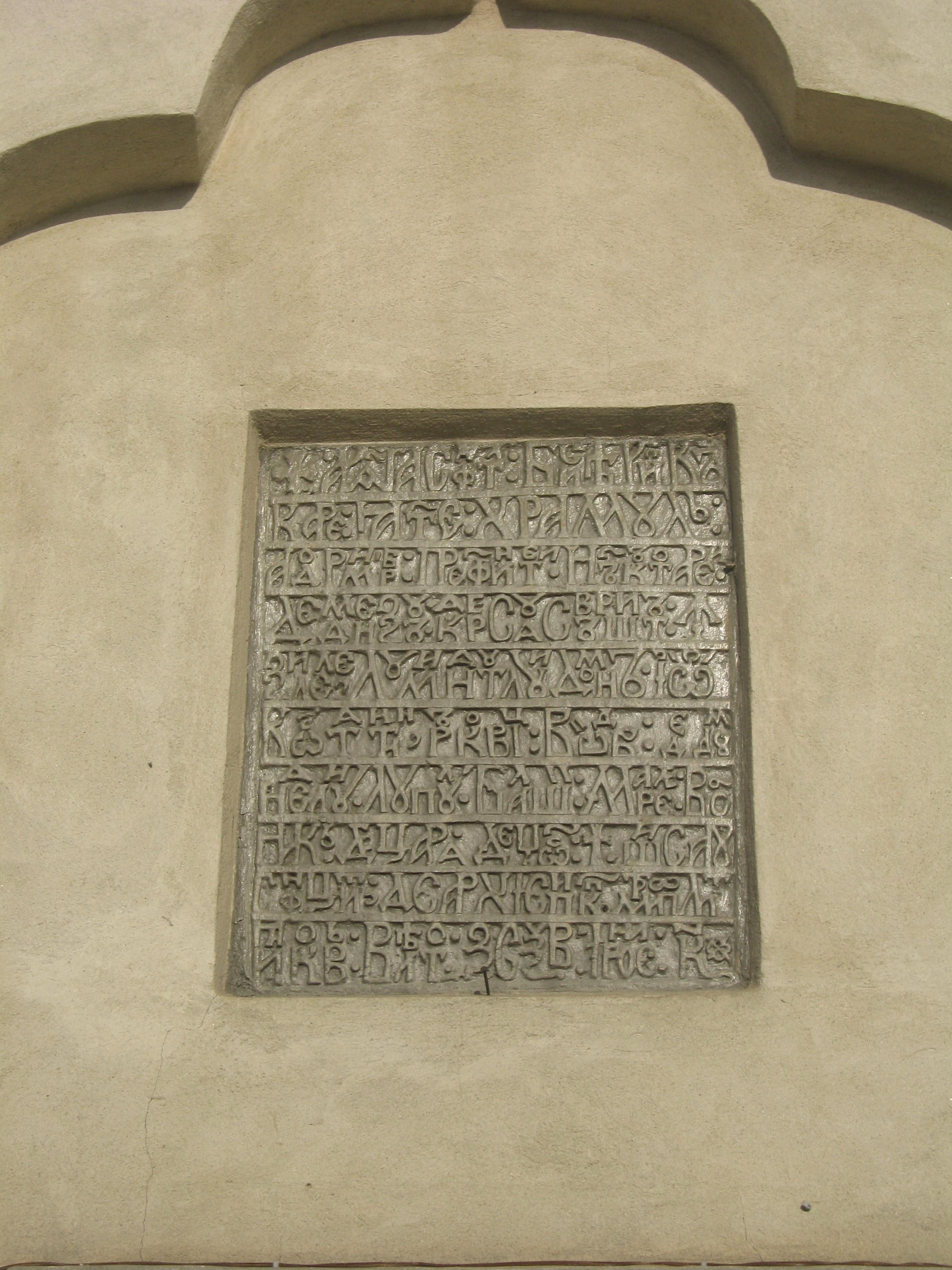
Pisania
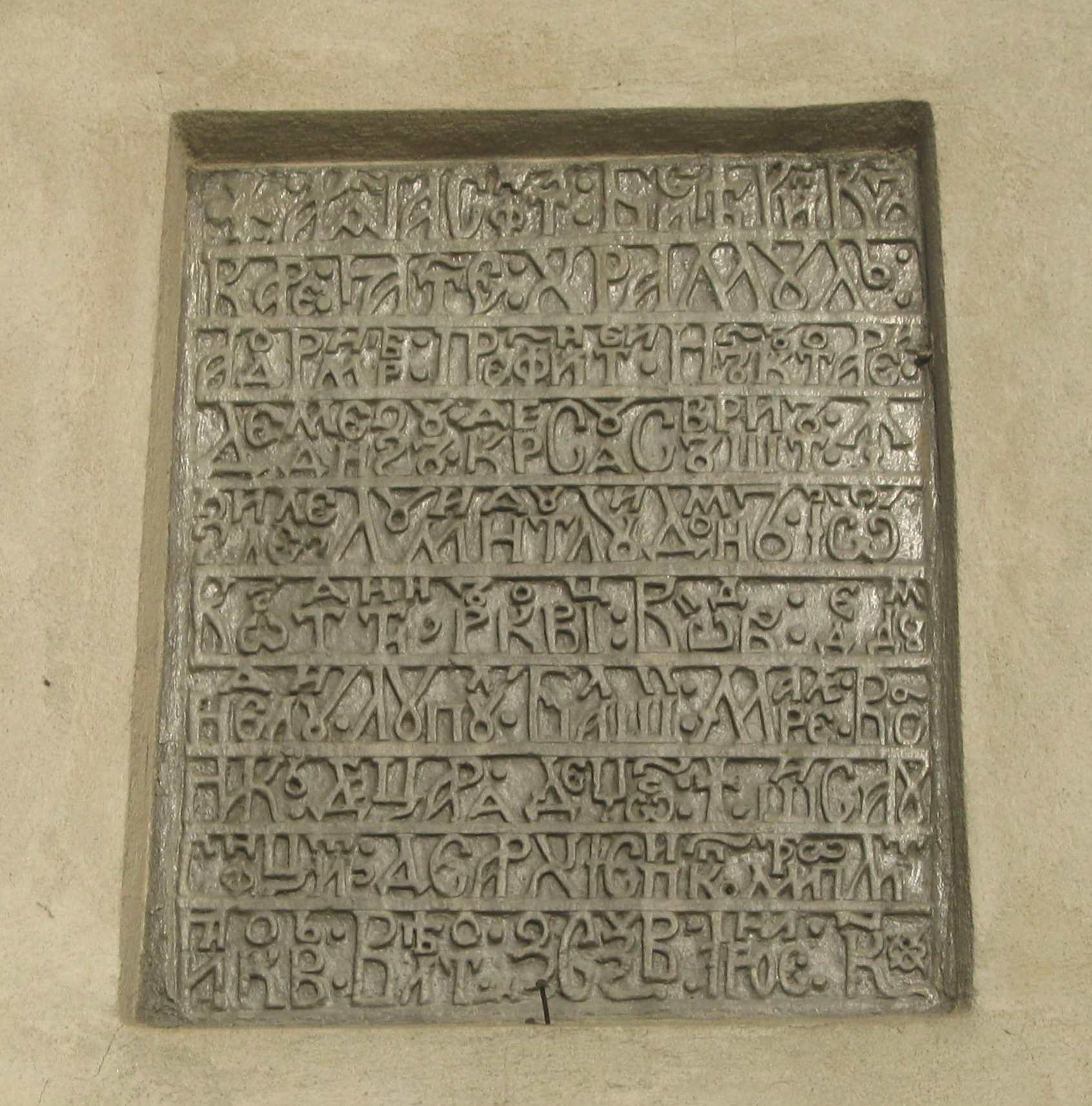
Pisania
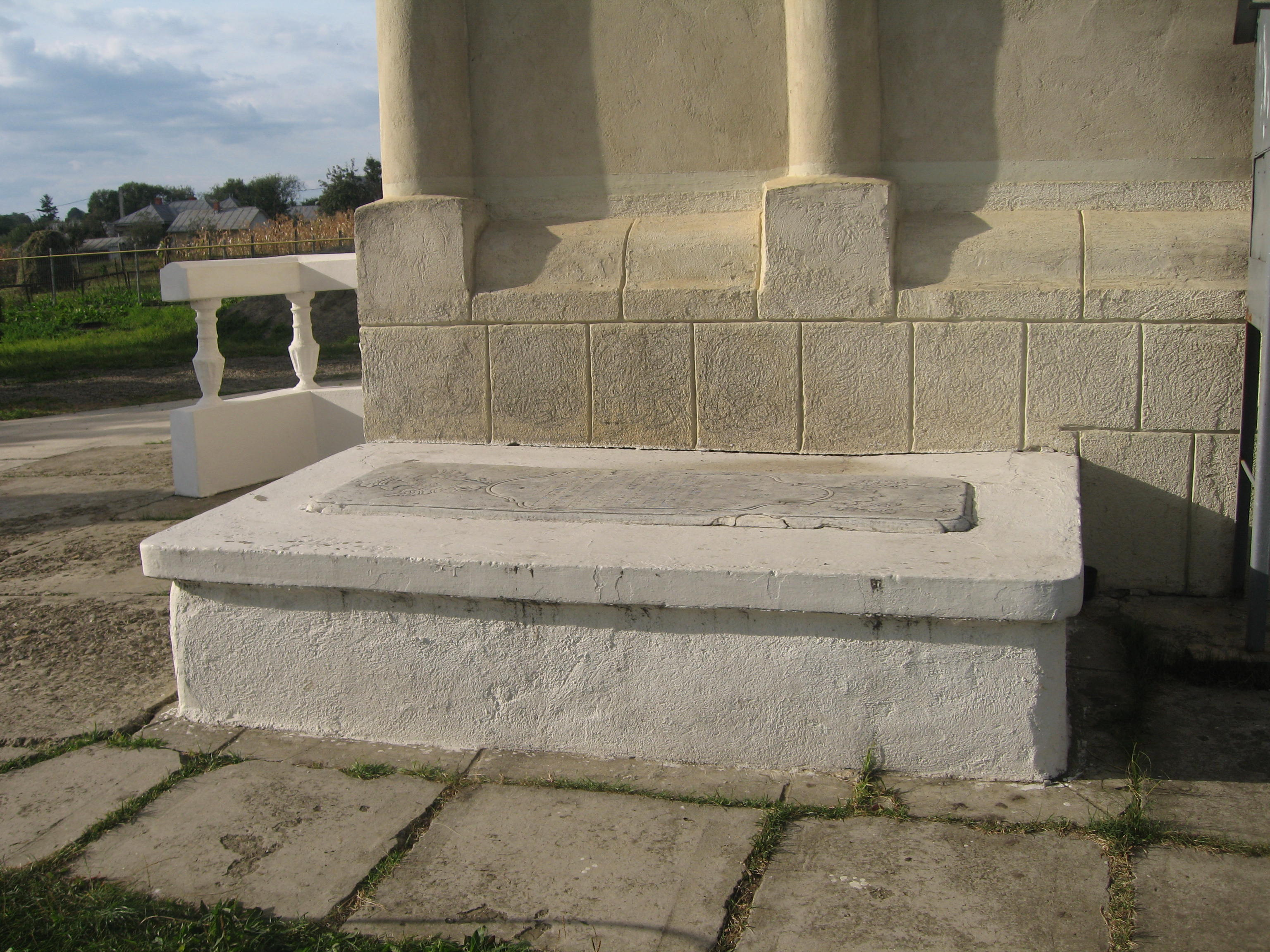
Mormântul Saftei Balş (+1778), soţia marelui logofăt Lupu Balş, aflată lângă peretele sudic al bisericii
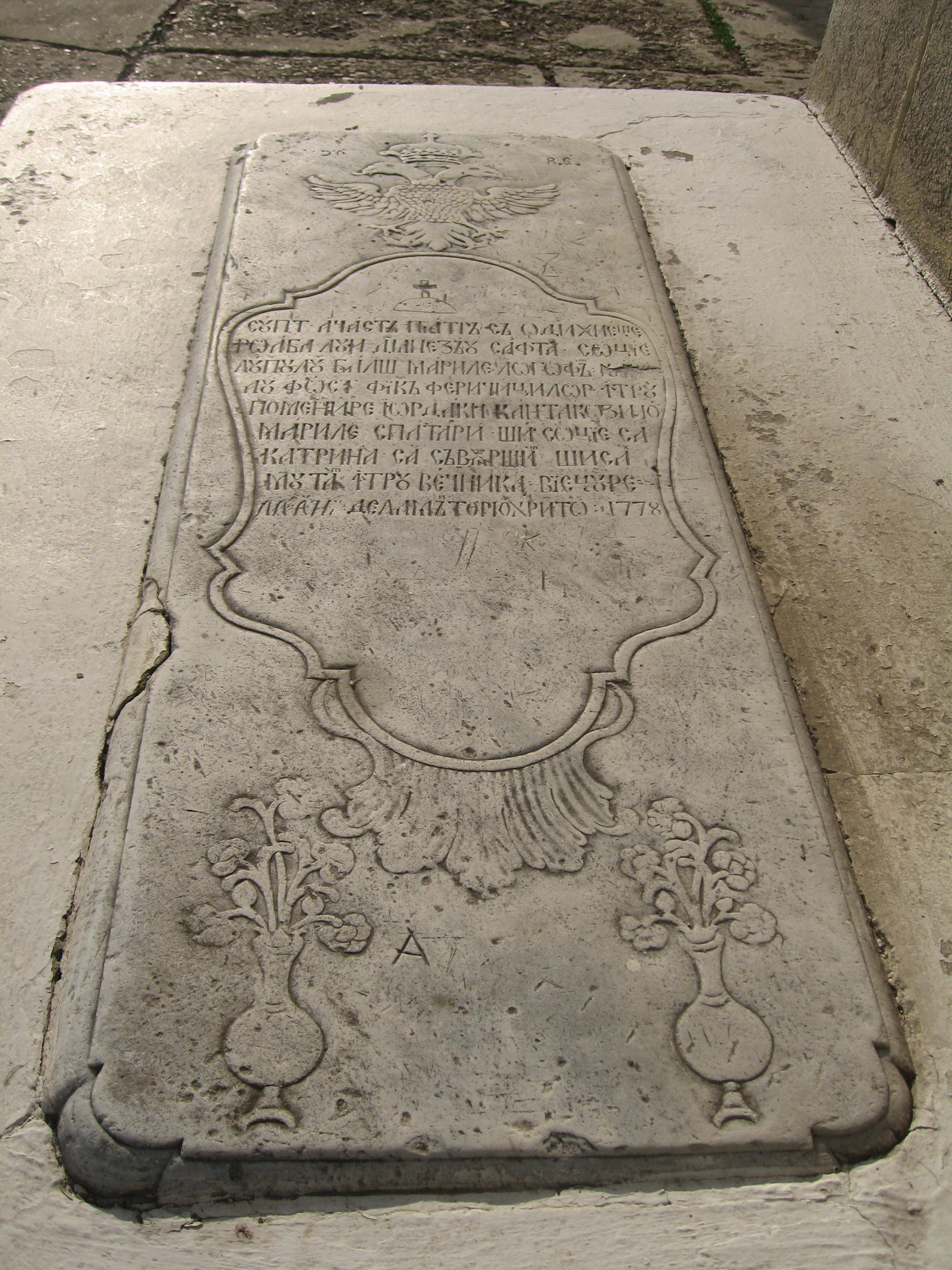
Placa funerară a Saftei Balş
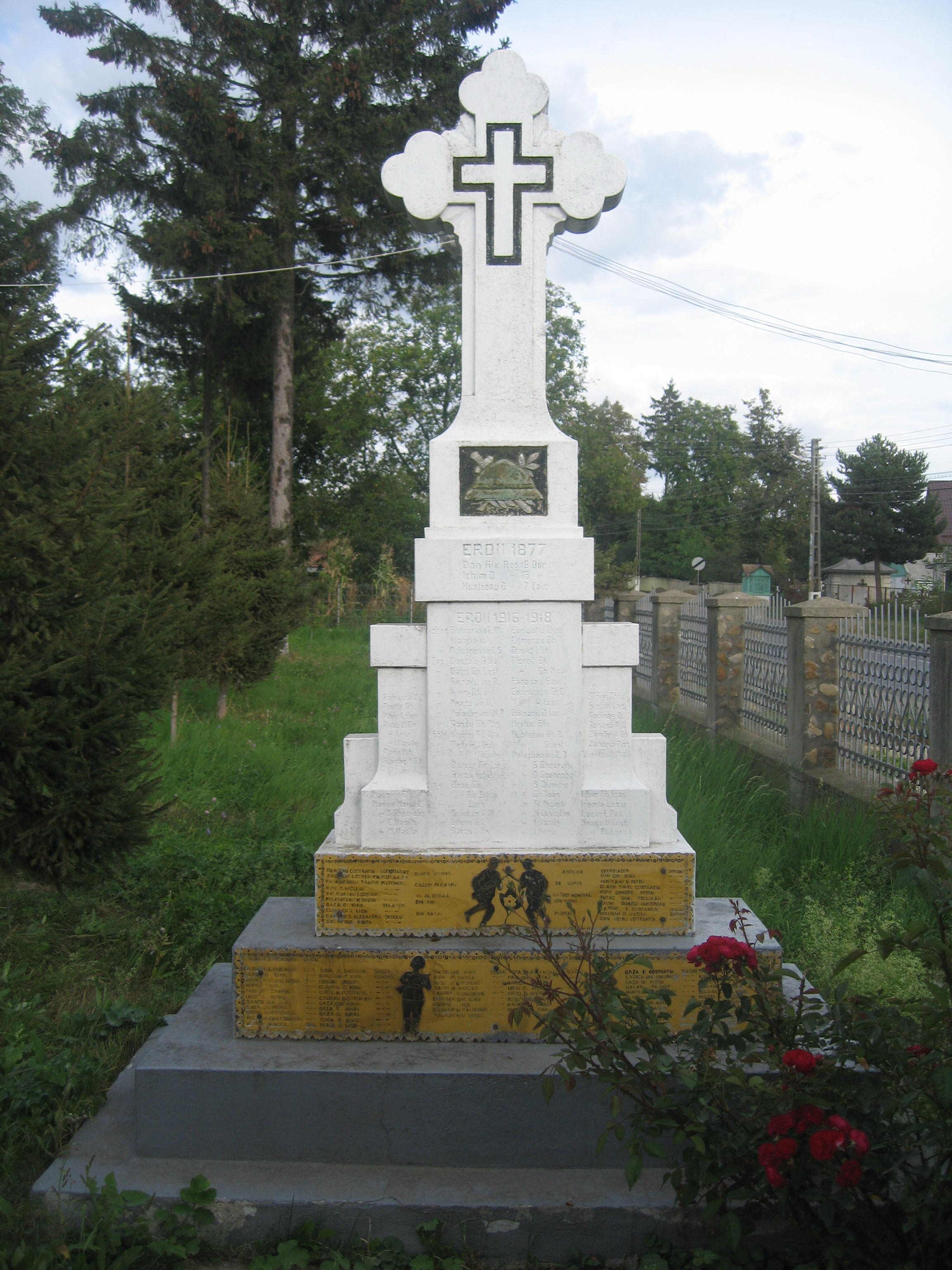
Monumentul eroilor din Salcea, aflat în curtea bisericii